# Doryopteris rufa
Doryopteris rufa är en kantbräkenväxtart som beskrevs av Alexander Curt Brade. Doryopteris rufa ingår i släktet Doryopteris och familjen Pteridaceae. Inga underarter finns listade.